# Søvnighed
Søvnighed, døsighed eller somnolens er en tilstand af stor trang til søvn, eller at sove i usædvanlige lange perioder (fx hypersomni). Det har to forskellige betydninger, det refererer både til stadiet før søvn, og den kroniske tilstand der refererer til søvntrang uafhængigt af døgnrytme. "Somnolens" er afledt af Latin "somnus", der betyder "søvn".

## Risici
Søvnighed kan være farligt under udførelse af opgaver, der kræver fuld koncentration så som at køre bil. Når en person er tilstrækkeligt træt så kan småsoveri forekomme.

## Sygdom
Mennesker kan blive søvnige som konsekvens af en infektion. Somnolens er et af flere sygdomstræk eller reaktioner på infektioner.